# سكوت دافي (ملحن)
سكوت دافي (بالإنجليزية: Scott Davie)‏ هو ملحن وعازف بيانو أسترالي، ولد في 1966 في أورانج في أستراليا.

## وصلات خارجية
- الموقع الرسمي